# Calema
Calema est un duo d’origine santoméenne formé par les deux frères António Oliveira Ferreira (né le 5 avril 1992) et Fradique Oliveira Ferreira (né le 19 mars 1987). Le nom du duo fait référence à l'ondulation spéciale sur la côte africaine en effet Calema veut dire vague dans leur langue d'origine.

## Débuts
Ils ont commencé à chanter ensemble très tôt alors qu'ils prenaient la musique comme hobby. En 2008, ils vont au Portugal pour poursuivre leurs études dans l'industrie de la musique. Fradique obtient un diplôme en multimédia à Évora et António, un diplôme en production vidéo à Lisbonne. En 2011, ils se rendent en France avec leur famille, continuent à faire de la musique, et créent alors leur chaîne Youtube.

## Carrière
En 2010, le duo sort leur premier album au Portugal: Ni Mondja Anguené (Le long des Angolares), référence aux premiers exilés et déportés. En 2011, ils s'installent en France et remportent plusieurs concours de musique et furent remarqués par Alexandre Cardoso de Crea'Prod Music et Rodolfo Salvado de DistriRecord. En 2013, le duo joue sur la chaîne de télévision française TF1 dans l'émission : The Voice.
Trois ans après leur arrivée en France, Anselmo Ralph les remarque et les fait entrer sur la scène musicale portugaise. En 2014, ils sortent un album nommé Bomu Kêlé qui mélange divers genres musicaux africains. Plus tard, ils produisent l'album A Nossa Vez ou simplement A.N.V , qui comprend la chanson A Nossa Vez. En 2017, cette dernière est la chanson en langue portugaise la plus visionnée en clip vidéo sur YouTube, et dépasse les 100 millions de vues aujourd'hui.
En février 2019, ils sont annoncés comme compositeurs et interprètes de la chanson A Dois, qui participera au Festival da Canção 2019. Puis en mai 2019, ils jouent à l'Olympia à Paris.

## Discographie

### Singles
- 2015 – Tudo por amor (feat. Kataleya)
- 2016 – Da mé da mé
- 2017 – A nossa vez
- 2017 – Vai
- 2017 – Faz o verão chegar
- 2018 – Saudades
- 2018 – Sombra
- 2019 – A dois
- 2019 – Fara mbê (Football Together)
- 2019 – Presa (feat. Batuta)
- 2019 – Abraços
- 2020 – Te amo
- 2020 – Consciência (feat. Simone & Simaria)
- 2020 – O nosso amor (avec Soraia Ramos)
- 2020 – Bom noba (feat. Karyna Gomes)
- 2021 – Kua buaru (feat. Pérola, Soraia Ramos & Manecas Costa)
- 2022 – Onde anda (avec Zé Felipe)
- 2022 – Te Amo (DJ Youcef remix)
- 2023 – Onde anda (French Version)
- 2023 – Vai (French Version)
- 2023 - A Nossa Dança (Starring Toy)
- 2023 - Notre Danse  (French Version "A Nossa Dança")
- 2023 - Perfume
- 2024 - Emmène Moi
- 2024 - Viagem
- 2024 - Dis-Le Moi ft. Tayc

### Participations
- Soraia Ramos & Calema - O Nosso Amor (2020)
- Anjos x Calema - Frágil (2022)
- Gil Semedo - Gostu Sabi ft. Calema, Soraia Ramos & Mito Kaskas (2022)
- Nuno Ribeiro, Calema, Mariza - Maria Joana (2023)

## Reprises de Calema
- Simone & Simaria, Sebastián Yatra - No Llores Más (version reggaeton en portugais et espagnol de Te Amo de Calema) (2022)
- Ana Moura - Te Amo (Versão Ana Moura) (version de Te Amo de Calema) (2022)